# Emily Graslie

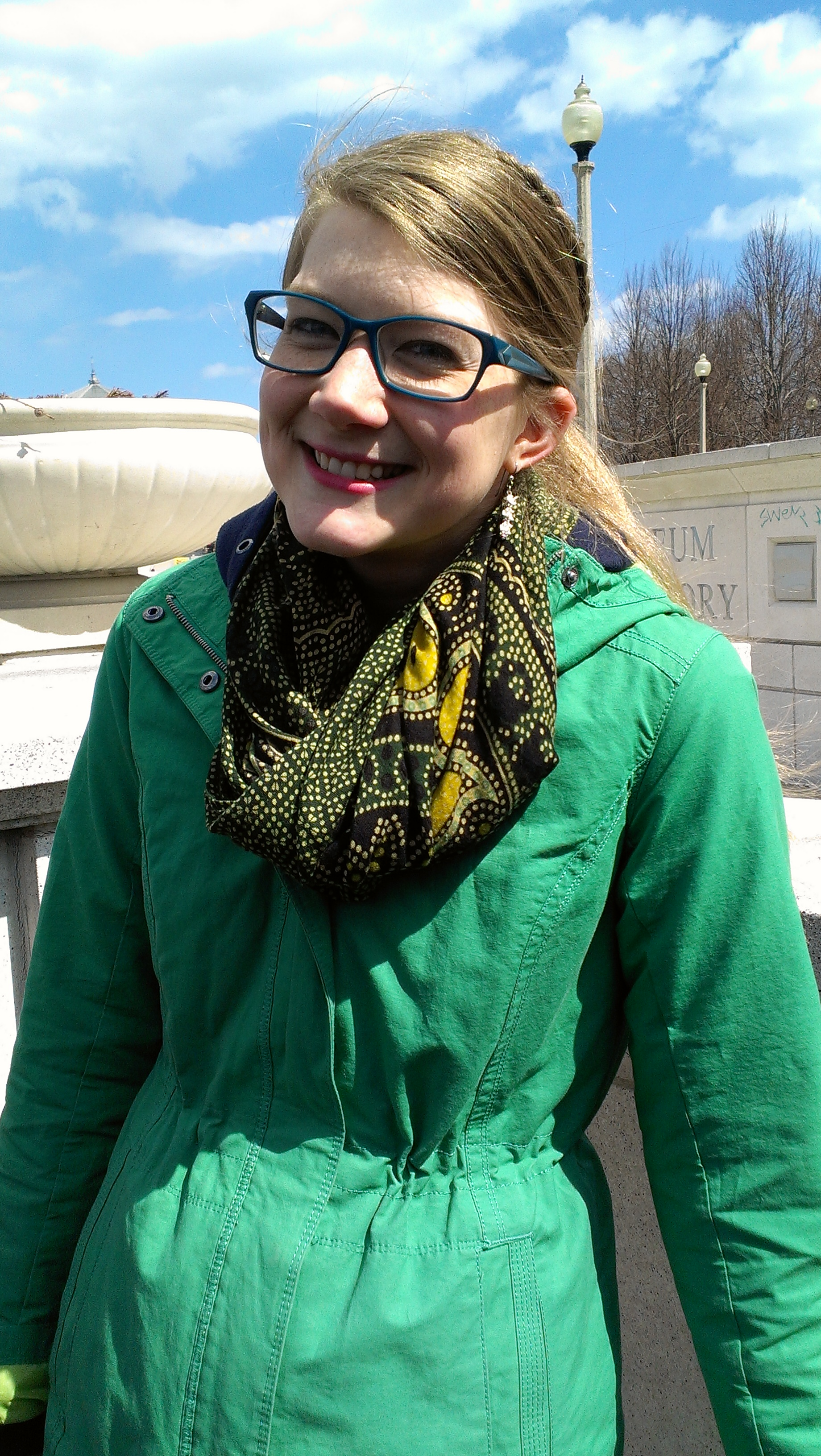
Emily Graslie (2013)

Emily Graslie (* 14. Juni 1989 in Rapid City) ist eine US-amerikanische Wissenschaftsjournalistin und Webvideoproduzentin. Seit Januar 2013 gestaltet sie The Brain Scoop, eine Online-Videoserie zum Thema Zoologie und Taxidermie, die über die Plattform YouTube verbreitet wird. Zunächst entstand die Sendung in der Zoologischen Sammlung der University of Montana in Missoula. Ab Juni 2013 übernahm das Field Museum in Chicago, eines der weltgrößten Museen, die Serie. Graslie ist seitdem Chief Curiosity Correspondent der Einrichtung. Graslie wurde für ihre Arbeit an The Brain Scoop und ihr Engagement in der Wissenschaftsvermittlung mehrfach ausgezeichnet.

## Leben
Graslie studierte Kunst an der Universität Montana und begann in ihrem letzten Jahr dort, ehrenamtlich im Philip L. Wright Zoological Museum der Universität zu arbeiten. Dieses Engagement setzte sie – weiterhin ehrenamtlich – nach ihrem Abschluss 2011 in Vollzeit fort. Gleichzeitig belegte sie einen Masterstudiengang in Museumswissenschaften an der Johns Hopkins University.
Seit 2013 ist Graslie zu zahlreichen Konferenzen und Veranstaltungen eingeladen worden, um über ihre Arbeit, die Wissensvermittlung über Online-Videos und Frauen in der Wissenschaft zu sprechen. Im April 2017 war sie die Keynote-Speakerin des March for Science in Chicago, an dem 40.000 Demonstranten teilnahmen.
Seit 2013 wurde Graslie immer wieder als Wissenschaftskommunikatorin ausgezeichnet und in entsprechenden Ranglisten von Magazinen geführt. Unter anderem wurde Graslie 2014 vom Guardian als eine der „top 30 young people in digital media“ ausgezeichnet. 2017 erhielt Graslie den Nancy Hanks Award der American Alliance of Museums. Das Magazine Forbes listete sie für das Jahr 2018 als eine von 30 under 30 in der Rubrik Bildung. Weiterhin wurde Graslie 2014 und 2017 mit einem Webby Award als „Best Web Personality/Host“ ausgezeichnet, 2015 und 2016 war sie in dieser Kategorie unter den Nominierten.

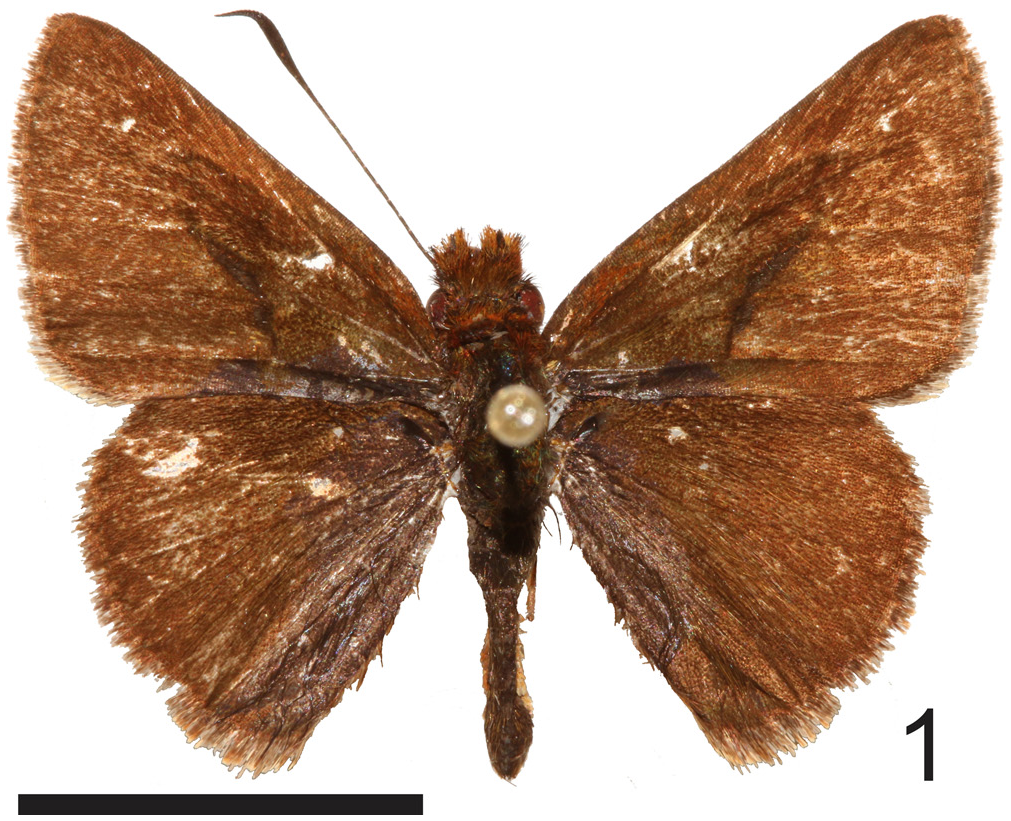
Ein männliches Exemplar der Art Wahydra graslieae.

2018 wurde die Schmetterlingsart Wahydra graslieae nach ihr benannt.

## The Brain Scoop
Anlass der Entstehung von The Brain Scoop war die Zusammenarbeit mit dem Videoblogger Hank Green für dessen Edutainment-Kanal Crashcourse. Daraufhin stellte Green das Museum und Graslie in einer Folge seines Kanals Vlogbrothers vor (Thoughts from Dead Animals, 7. Dezember 2012). Das Thema sowie Graslies Auftreten fanden großen Zuspruch, so dass Green kurze Zeit später anbot, einen eigenen YouTube-Kanal mit Graslie zu produzieren. Er brachte Graslie mit Michael Aranda zusammen, der als Regisseur und Kameramann fungierte.
Bereits die erste Folge, die am 14. Januar 2013 erschien (The Philip L. Wright Zoological Museum), erhielt größere Aufmerksamkeit. Es berichteten unter anderem Mitarbeiter des Scientific American und einen Monat später des National Public Radio in ihren offiziellen Blogs. Das erfolgreichste Video aus den ersten Monaten zeigt Graslie beim Häuten eines Wolfs (Skinning the Wolf, 5. Februar 2013) und ist Teil einer mehrteiligen Serie, die die gesamte Präparation des Tieres begleitet.
Auf Einladung des Field Museums filmten Graslie und Aranda im April 2013 acht Episoden in Chicago. Daraufhin bot das Museum Graslie eine Vollzeit-Stelle als Chief Curiosity Correspondent an, die sie im Juni des Jahres antrat. Der Produktionsort der Sendung wurde daraufhin nach Chicago verlagert. Für die Sendung unternahm Graslie zusammen mit Wissenschaftlern des Museums verschiedene Reisen, darunter nach Kenia.
Für Aufmerksamkeit sorgte Graslie's Video Where my ladies at?, in dem sie sexistische Kommentare und den Mangel an weiblichen Stimmen im Bereich Wissenschaft auf YouTube beklagte. Im August 2015 war dieses Video mit knapp einer Million Aufrufen der meistgesehene Beitrag des Kanals.
Im März 2014 übernahm Tom McNamara, der zuvor für PBS gearbeitet hatte, Kamera und Regie. Ende 2014 erwarb das Field Museum für einen nicht benannten Betrag die Rechte an der Sendung von Hank und John Green.

### Auszeichnungen
- 2013: Real Player Video Visionary Award – Preisträger Kategorie Bildung[21]
- 2013: Shorty Awards – Gewinner Kategorie Museum[2]
- 2014: Gold MUSE Award der American Alliance of Museums – Preisträger Kategorie Digital Communities[22]
- 2016 & 2017: Webby Awards – Preisträger Onlinevideo/Wissenschaft und Bildung[2]